# 베르틸 벤네르그렌

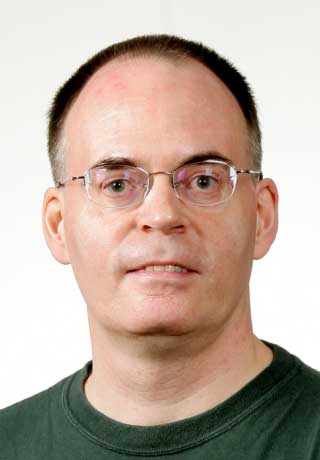
벤네르그렌

베르틸 벤네르그렌(스웨덴어: Bertil Wennergren, 에스페란토: Bertilo Wennergren 베르틸로 벤네르그렌, 1956년 10월 4일 ~ )은 스웨덴의 에스페란티스토다.

## 생애
벤네르그렌은 1980년부터 에스페란토를 사용했다. 2001년에는 에스페란토 학술회의 사전편집부장으로 재직하였다. Plena Manlibro de Esperanta Gramatiko(에스페란토 문법 총매뉴얼)과 Landoj kaj lingvoj de la mondo(세계의 나라와 언어들)을 저술하였으며, 스웨덴어로 에스페란토 교재를 쓰기도 하였다. 2006년 12월 19일, 잡지 "온도 데 에스페란토"(La Ondo de Esperanto)는 저서 "에스페란토 문법 총매뉴얼"을 높이 평가하여 그를 올해의 에스페란티스토로 선정하였다.
벤네르그렌은 밴드 암플리피키(Amplifiki)의 구성원이였고, 지금은 에스페란토 밴드인 페르소네(Persone)의 구성원이다.
2002년에 에스페란티스토인 비르케 도크호른(Birke Dockhorn)과 결혼하였다.  현재 독일 북부의 도시 쇼신(Schossin)과 대한민국 서울특별시에 거주하고 있다.

## 같이 보기
- 에스페란토 음악